# ТЕС Читтагонг (Anlima Energy)
ТЕС Читтагонг (Anlima Energy) – теплова електростанція південному сході Бангладеш, створена компанією Anlima Energy Limited.
В 21 столітті на тлі стрімко зростаючого попиту у Бангладеш почався розвиток генеруючих потужностей на основі двигунів внутрішнього згоряння, які могли бути швидко змонтовані. Зокрема, в 2019-му поблизу Читтагонга (на протилежному від нього березі річки Карнафулі) почала роботу електростанція компанії Anlima Energy, яка має 6 генераторних установок MAN 48/60 потужністю по 20,7 МВт (номінальна потужність майданчику рахується як 116 МВт). 
Як паливо станція використовує нафтопродукти.
Видача продукції відбувається по ЛЕП, розрахованій на роботу під напругою 230 кВ.
Можливо відзначити, що в цей період на лівобережжі Карнафулі з'явились й інші подібні станції, створені компаніями Energypac, Acorn, United Anwara та Baraka.